# Kaminuma Crag
Kaminuma Crag är en kulle i Antarktis. Den ligger i Östantarktis. Nya Zeeland gör anspråk på området. Toppen på Kaminuma Crag är 1 633 meter över havet.
Terrängen runt Kaminuma Crag är kuperad åt nordväst, men åt sydost är den bergig. Trakten är obefolkad. Det finns inga samhällen i närheten. 